# 790 Преторія
790 Преторія (790 Pretoria) — астероїд головного поясу, відкритий 16 січня 1912 року.
Тіссеранів параметр щодо Юпітера — 3,025.